# Lac de l'Abbé-Huard
Le lac Abbé Huard est un petit lac du territoire non organisé de Lac-Jérôme, dans la municipalité régionale de comté (MRC) de Minganie, sur la Côte-Nord dans la province de Québec, Canada. Il est drainé par la rivière de l'Abbé-Huard, un affluent de la rivière Romaine.

## Emplacement
Le lac est situé à un peu plus de 100 km au nord de la municipalité de Baie-Johan-Beetz sur la rive nord du Golfe du Saint-Laurent. Ce lac constitue la source de la rivière de l'Abbé-Huard, un affluent de la rivière Romaine.
La rivière est la deuxième branche nord-est de la rivière Romaine.
Le lac est à environ 20 km à l'est du futur réservoir Romaine 3.
Une carte des régions écologiques du Québec montre le lac à la frontière entre les sous-régions 6j-S et 6n-T du sous-domaine est épicéa/mousse.

## Nom
Le lac Abbé Huard doit son nom à l'abbé Victor-Alphonse Huard (1853-1929), naturaliste et professeur au séminaire de Chicoutimi. Il a visité la région entre Pessamit et Natashquan en 1895, et a décrit le voyage dans son Labrador et Anticosti (1897). Dans son «Dictionnaire des rivières et lacs de la province de Québec» (1914), Eugène Rouillard souligne que le lac a probablement été nommé d'après l'abbé Huard avant la rivière. Les Innus appellent la rivière «Uauiekamau Hipu», ou «Round Lake River». Les Naskapis appellent la rivière «Umuauk Shipu» ou «Loon River», une traduction littérale du français Rivière Huard.

## Utilisation
Un rapport de 2007 a déclaré que le lac Abbé-Huard (Uauiekamas) avait été visité pour la dernière fois à l'automne il y a une dizaine d'années par une famille qui visite également la rivière de l'Abbé-Huard et le lac Nuhetihk. Ils sont restés trois mois, principalement pour piéger le castor et la martre du camp 140. Un rapport de 2018 a déclaré que le lac Abbé Huard est utilisé par les peuples autochtones de la région tous les deux ou trois ans. Par exemple, en août 2016, deux utilisateurs innus ont passé cinq jours sur le lac à pêcher l'omble de fontaine. Ils s'y sont rendus en hydravion fourni par le comité Innu Aitun, ont séjourné dans un camp familial construit à l'automne 2015 et ont utilisé un pédalo pour des excursions sur le lac. En septembre 2016, les deux Innus ont passé une semaine sur le lac à chasser l'orignal, le caribou, la perdrix et le castor, et à pêcher l'omble de fontaine. Ils ont pris quatre castors mais pas de cerfs. Comme par le passé, ils sont arrivés par avion et sont restés au camp familial. L'informateur n'a remarqué aucun changement dans la région autour du lac lors de ses deux visites.